# Božidar Bežek
Božidar Bežek, slovenski pravnik, * 8. oktober 1866, Radovljica, † 22. marec 1935, Ljubljana.

## Življenje in delo
Pravo je študiral na Dunaj in Gradcu. Po končanem študiju je služboval v sodstvu po raznih krajih Slovenije (Škofja Loka, Ilirska Bistrica, Ljubljana). Po končani 1. svetovni vojni so mu v novo nastali državi zaupali organizacijo državnega pravdništva; v letih 1919−1929 je delal na Višjem deželnem sodišču v Ljubljani. Sodeloval je pri listu Slovenski pravnik in v društvu Pravnik. Po smrti F. Regallyja je dokončal slovenski prevod Občega državljanskega zakonika (1928). 